# Julien de Brioude
Pour les articles homonymes, voir Saint Julien.

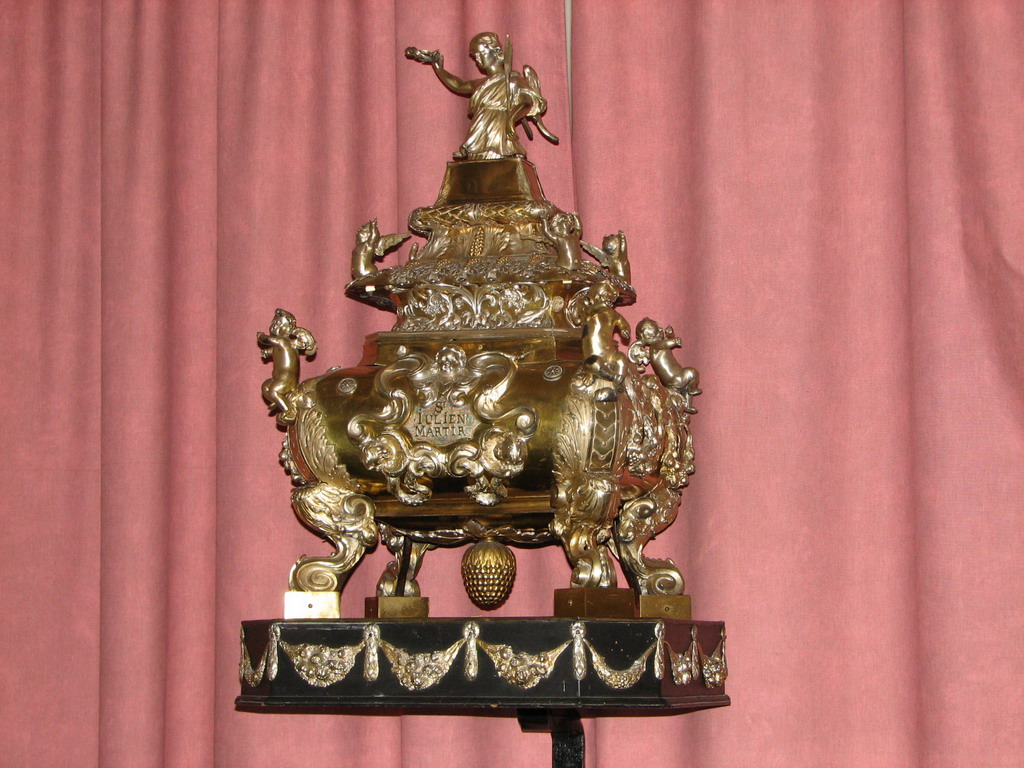
Reliquaire de St Julien, à Ath en Belgique

Saint Julien de Brioude (IIIe siècle) est un martyr de l’Église des premiers temps. Soldat romain converti au christianisme, il aurait subi le martyre en 304. La basilique Saint-Julien de Brioude est réputée pour être construite sur sa tombe. Il est fêté le 28 août.

## Sources historiques
Les textes primaires sur Julien sont quelques vers et deux lettres de Sidoine Apollinaire, puis la Passio s. Juliani martyris, écrit postérieur à la construction de la basilique Saint-Julien de Brioude vers 470, la Passio s. Ferreoli qui associe Julien et Ferréol. Au VIe siècle, le poète Fortunat le cite dans quelques vers et Grégoire de Tours qui lui consacre un livre dans ses Vitæ patrum et rapporte la construction de sa basilique dans son Historia francorum.

## Tradition

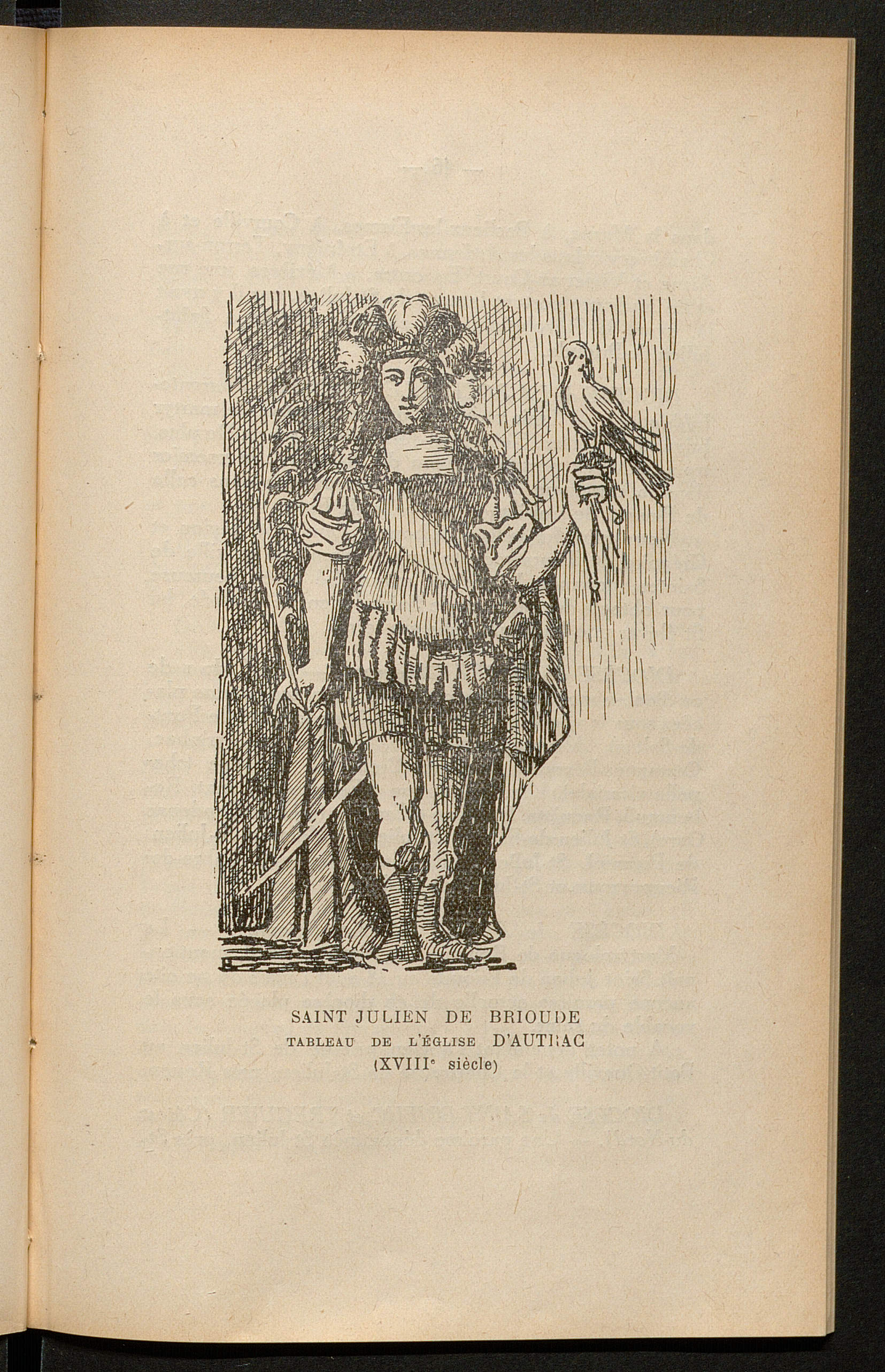
Gravure reproduisant un tableau d'Autrac

Selon la Passio s. Juliani martyris, Julien de Brioude serait originaire de Vienne (Isère), sur le Rhône. Soldat romain et chrétien, comme Ferréol, qui était son ami et son officier supérieur, il fuit l'annonce d'une persécution et se réfugie en Auvergne, hors de la Viennoise, sa province d'origine. Il est repris près de Brioude par les gardes envoyés par le gouverneur de la Viennoise, nommé Crispin. Il est aussitôt décapité et sa tête est rapportée à Vienne. La passio s. Juliani ne fournit aucun repère chronologique, le rattachement à la persécution de Dioclétien de 304 est apocryphe mais plausible, la persécution de Dioclétien ayant visé particulièrement l'armée. De même, la date de son exécution était selon Grégoire de Tours inconnue des habitants de Brioude jusqu'à ce que l'évêque Germain d'Auxerre (mort en 448) la fixe au 28 août à la suite d'une révélation.
Jacques de Voragine rapporte, dans la Légende dorée, que lorsque le gouverneur Crispin envoya l'un de ses hommes pour le tuer, Julien sortit de lui-même de chez lui et s'offrit en martyre. Sa tête fut alors apportée à saint Ferréol, qui fut menacé du même sort s'il ne sacrifiait pas aux dieux. Ce dernier refusa et fut exécuté. Sa dépouille ainsi que la tête de saint Julien, furent reunies dans un même tombeau.

## Liturgie
Saint Julien de Brioude a longtemps été honoré par un chapitre de chanoines. Ce chapitre avait composé un office de saint Julien inscrit dans le bréviaire à la date du 28 août en lieu et place de la Saint-Augustin. À cette date, le chapitre avait rédigé, majoritairement d'après le texte de Grégoire de Tours, les leçons à lire en ce jour. Plusieurs hymnes et antiennes médiévales avaient également été composées pour honorer spécialement ce saint. Le dernier bréviaire qui utilisait cet office de saint Julien date du XVIIIe siècle. Après l'Ancien Régime, aucun bréviaire n'a plus possédé d'office (office du bréviaire) spécialement écrit pour ce saint. Seuls quelques missels du XIXe siècle, réservaient encore quelques antiennes, oraisons et autres chants spécialement dédiés au saint. Aujourd'hui la liturgie brivadoise conserve le traditionnel chant « Protecteur de nos Pères » et une messe de mémoire à saint Julien avec des oraisons et lectures propres à la fête qui est une solennité pour Brioude.
Le martyrologe brivadois analysé par Jean-Loup Lemaître ou Michel Huglo, conserve des calendriers liturgiques. Un exceptionnel calendrier du XIIe siècle a récemment été analysé. Parallèlement au travail de Denis Muzerelle, l'analyse révèle les fêtes célébrées à Brioude et en Auvergne depuis le Moyen Âge. Plusieurs dates étaient spécialement ménagée pour les saints du diocèse de Clermont ou du Puy.
La grande procession pratiquée jusqu'à l'approche de Vatican II, n'existe plus aujourd'hui dans les rues même si récemment durant quelques années elle a pu se faire dans la basilique le jour de la solennité. Lors de l'anniversaire de la mort de Julien en 2004 (martyre de Julien en 304), un chant à saint Julien a été recréé. Il commence par ce refrain : « Julien, martyr et protecteur, vivant pour notre terre, entends la voix de tous nos cœurs qui s'unissent en prière ». La procession passait dans les rues de Brioude. Des fidèles ou des clercs portaient la statue de saint Julien et les reliques.

## Le tombeau de Julien à Brioude
Le tombeau de saint Julien se situe à Brioude en Auvergne. Au-dessus de son tombeau, trois basiliques successives ont été élevées. Le martyrium originel est encore visible aujourd'hui. Transformé en crypte au XIXe siècle, il était durant la période médiévale déjà visible depuis le déambulatoire. Un chapitre de chanoines a assuré la permanence de l'office divin dans la basilique de Brioude jusqu'à la fin de l'Ancien Régime. Actuellement[Quand ?], la crypte martyrium recueille et présente les reliques de Julien dans un grand reliquaire datant du XIXe siècle. L'ancienne collégiale du XIIe siècle, avait été surhaussée durant la période gothique. Le bâtiment remarquable est orné de nombreux chapiteaux romans ainsi que de plusieurs peintures médiévales.

## Postérité

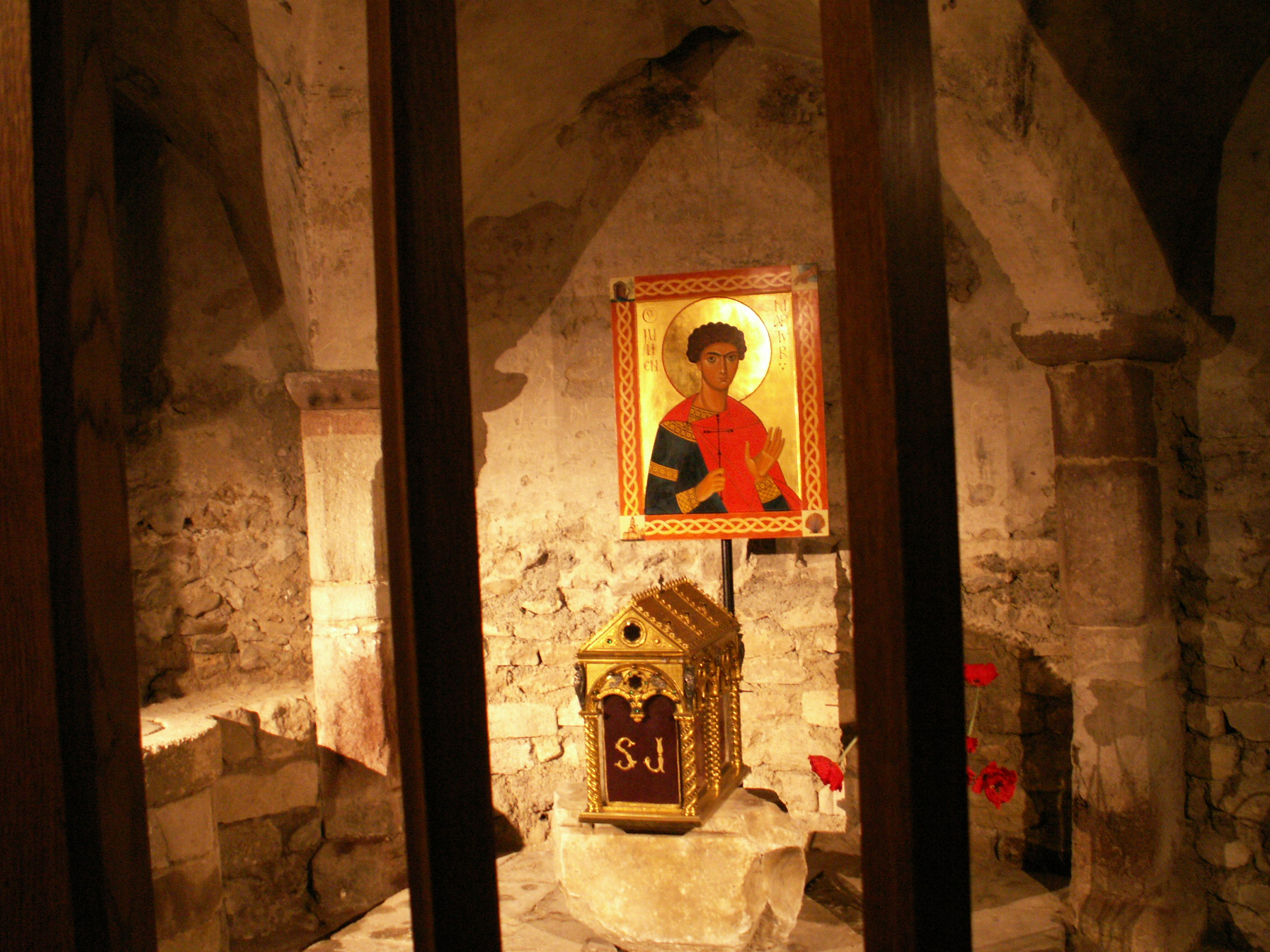
Crypte de la basilique de Brioude : reliquaire du XIXe siècle et icône du XXIe siècle représentant saint Julien

Le modeste tombeau de Julien à Brioude fut l'objet d'un culte avec l'édification d'un petit mausolée datant peut-être du IVe siècle, puis d'une basilique dans la deuxième moitié du Ve siècle. C'est l'un des sanctuaires les plus anciens de l'Auvergne, siège du prestigieux chapitre des chanoines-comtes de Brioude. On lui dédia plus de huit cents églises, dont il reste au moins trois cents, dont :
- l'église Saint-Julien de Savas ;
- l'église Saint-Sauveur, à Rochechouart (consacrée vers 1067). St Julien de Brioude est le saint patron de la paroisse ;
- Saint-Julien-du-Sault (dans l'Yonne) lui doit son nom en second ;
- église Saint-Julien d'Ath (Ath, Belgique) ;
- église Saint-Julien de Saint-Julien-Chapteuil (Haute-Loire).
- Saint-Julien (Côte-d'Or)
- L’église Saint Julien de Brioude de Serres-Castet (Pyrénées-Atlantiques).
- L'église Saint-Julien de Tournon-sur-Rhône
- L'église Saint-Julien de Brioude à Neuvy-en-Beauce (Eure-et-Loir)Saint Julien de Brioude (église au Coudray, Eure et Loir, France)

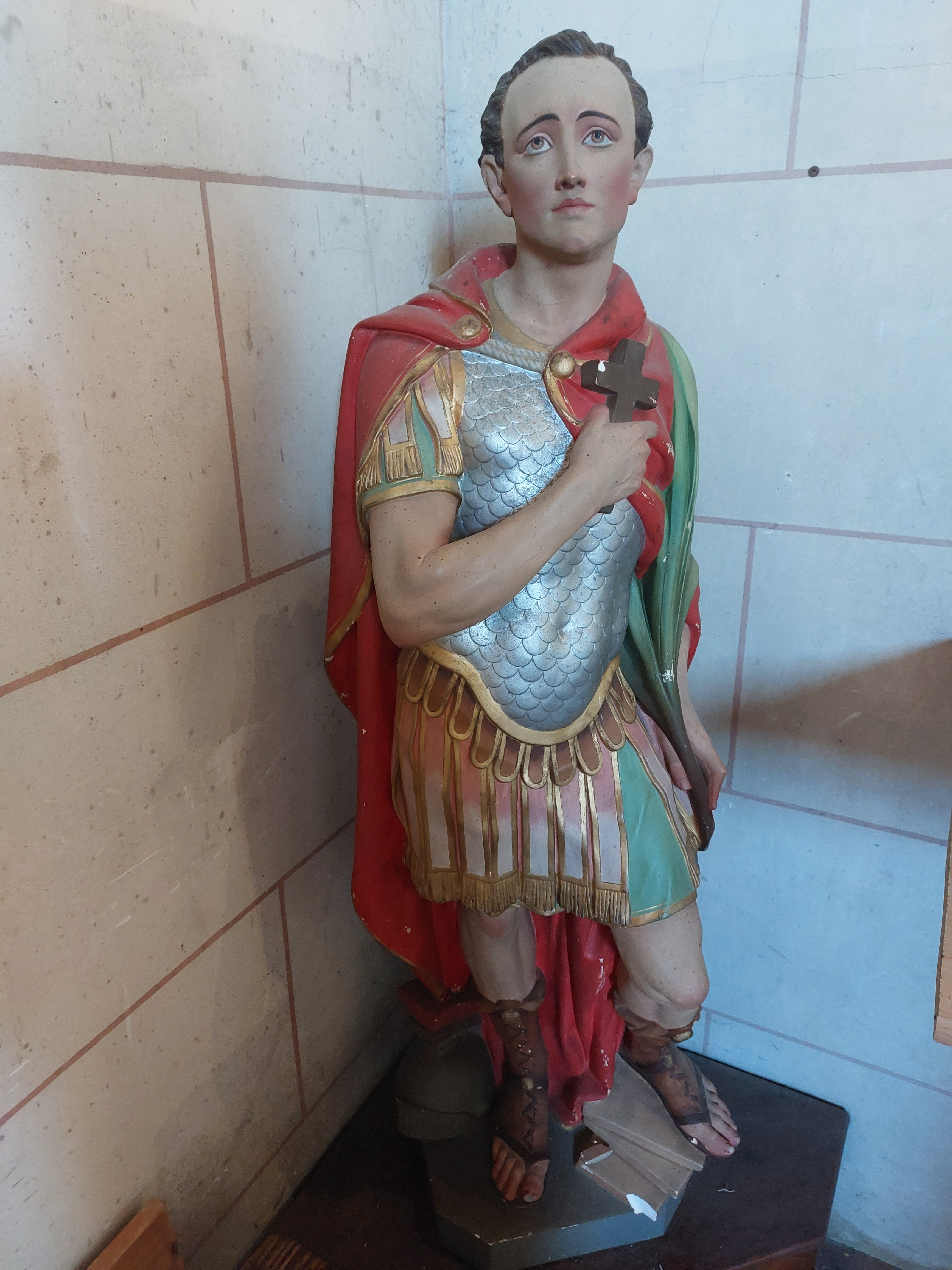
Saint Julien de Brioude (église au Coudray, Eure et Loir, France)

- L'église Saint Julien de Soucieu-en-Jarrest (Rhône).
- L'église Saint Julien de Brioude au Le Coudray (Eure-et-Loir)
- L'église Saint-Julien de Brioude à Galan (Hautes-Pyrénées)
- L'église Saint-Julien à Souesmes (Loir-et-Cher)
- L'église Saint-Julien à Saint-Julien de Peyrolas (Gard)

## L'hypothèse Armenius Julianus
Selon Ernest-Charles Babut, la référence à une dame espagnole finançant la construction de la première chapelle à la mémoire du saint et à un « empereur de Trèves » (vraisemblablement Maxime) comme persécuteur dans la Passio Iuliani Martyris (passion de saint Julien martyr), le texte le plus ancien sur saint Julien de Brioude, amène à faire l'hypothèse que saint Julien de Brioude pourrait être Armenius Julianus, ce dernier étant d'après Sulpice Sévère l'un des chrétiens condamnés à Trèves pour hérésie avec Priscillien.